# Zondag
Zondag is een van de zeven dagen van de week. Het is de dag die op de zaterdag volgt. De dag na zondag is maandag. Zondag wordt als de eerste, dan wel als de laatste dag van de week gezien.
In het jaar 321 riep de Romeinse Keizer Constantijn de Grote per decreet de Dies Solis (dag van de zon) uit tot officiële rustdag in het West-Romeinse Rijk. Zondag is genoemd naar deze dag die in de Romeinse tijd aan de zon en naar de Godin Sól of Sunna was gewijd en die in het overgrote deel van de christelijke wereld wordt gevierd als de 'dag van de Heer' (Latijn: dies domenicus, waarvan Frans: dimanche; Italiaans: domenica). 

## Joods-christelijke achtergrond - zondag als rustdag
De zondag is met name belangrijk in het christendom, omdat de verrijzenis van Jezus Christus volgens de Bijbel plaatsvond op de eerste dag van de week, namelijk daags na de sjabbat, die in het jodendom de laatste dag van de week is.
Binnen veel christelijke stromingen is de zondag traditioneel de wekelijkse rustdag. De eerste Joodse christenen hielden echter nog de sjabbat, zoals dat nu nog steeds het geval is in het jodendom, maar tegenwoordig ook bij de zevendedagsbaptisten en de zevendedagsadventisten. In het Oude of Nieuwe Testament staat niet dat de zondag de rustdag is, maar de meeste kerken houden op zondag hun eredienst.
Hoogleraar Henk Jan de Jonge is van mening dat de zondag niet ontstaan is uit de sjabbat. Volgens hem dankt de zondag zijn speciale positie aan het feit dat de vroege christenen in de eerste eeuw na Christus op die dag ’s avonds altijd samen aten. Zij kozen voor de zondag omdat de zaterdag afviel, de dag waarop de eerste joodse christenen al deel namen aan een familiemaal in huiselijke kring. "Het christelijk groepsmaal [werd] iets als een complement of correctief op het joodse familiemaal. Maar om het tekort van het familiemaal te compenseren moest het correctief, het christelijk avondmaal, daar liefst zo spoedig mogelijk op volgen." Omdat deze zondagse maaltijd voor de vroege christenen het hoogtepunt van de week was, straalde dat af op de dag zelf.

Over de maaltijd valt te lezen in Handelingen 20:7:
Op de eerste dag van de week kwamen we bijeen voor het breken van het brood. Paulus, die van plan was om de volgende dag verder te reizen, hield een toespraak voor de leerlingen die tot midden in de nacht duurde.

Over een samenkomst op de eerste dag van de week, de zondag, valt ook te lezen in I Korintiërs 16:1-2:
Wat de collecte voor de heiligen betreft, moet u de richtlijn volgen die ik aan de gemeenten in Galatië gegeven heb: laat ieder van u elke eerste dag van de week naar vermogen iets opzijleggen. Dan hoeft er bij mijn komst geen geld meer te worden ingezameld.
In 313 na Chr. vaardigde keizer Constantijn, zelf tot op zijn sterfbed opperpriester van de zonnecultus (Sol Invictus), het edict van Milaan uit waarin vrijheid van godsdienst werd geregeld. Constantijn liet veel kerken bouwen. Uit een wet uit 321 na Chr. blijkt dat hij de zondag als rustdag had ingesteld voor het gehele rijk, maar dat boeren een uitzondering kregen.

## Varia
Het eiland Dominica zou door de Italiaans-Spaanse ontdekkingsreiziger Christoffel Columbus zo zijn genoemd omdat het op een zondag werd ontdekt.

## Speciale zondagen
Zie Speciale zondagen